# Taluka d'Akola
la taluka d'Akola fou una subdivisió del districte d'Akola, a l'Índia sota domini britànic. La seva superfície de la taluka era de 1901 km² i el formaven 285 pobles i viles; la població el 1881 era de 139.421 habitants de majoria pagesos. La capital era la ciutat d'Akola. En l'Índia independent és el subdistricte o tahsil d'Akola.